# Hercé
Hercé é uma comuna francesa na região administrativa da Pays de la Loire, no departamento de Mayenne. Estende-se por uma área de 10,2 km². Em 2010 a comuna tinha 325 habitantes (densidade: 31,9 hab./km²).